# عملية الفضة السريعة
عملية الفضة السريعة هي عبارة عن سلسلة من 16 تجربة نووية أجرتها الولايات المتحدة بين عامي 1978-1979 في موقع اختبار نيفادا. سبقت هذه الاختبارات سلسلة عملية نبراس وتلتها سلسلة عملية الولاعة.